# Tsubosaka-dera

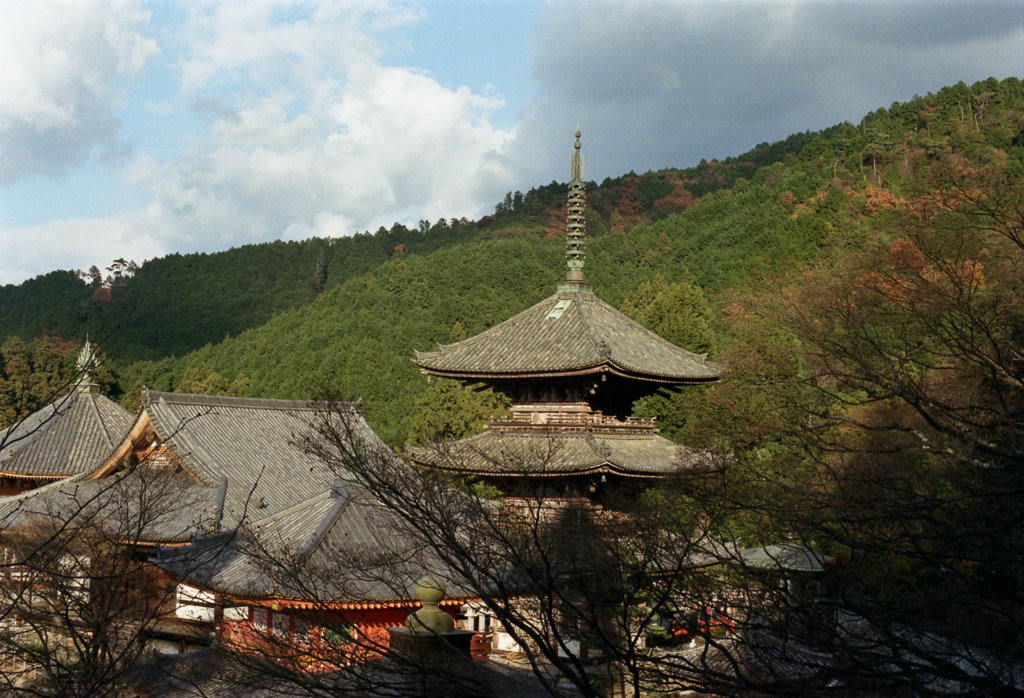
Zentraler Tempelkomplex

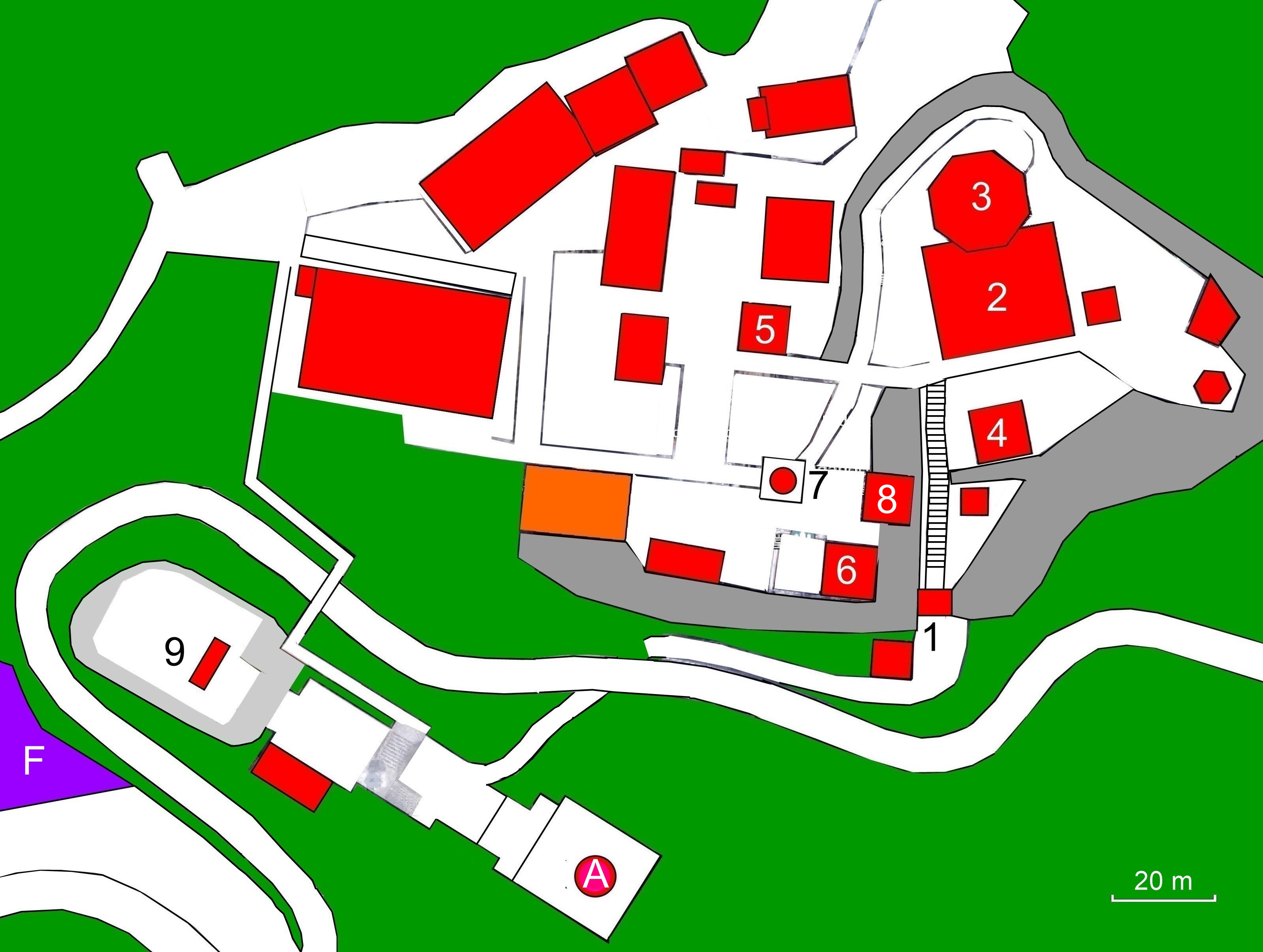
Plan des Tempels (s. Text)

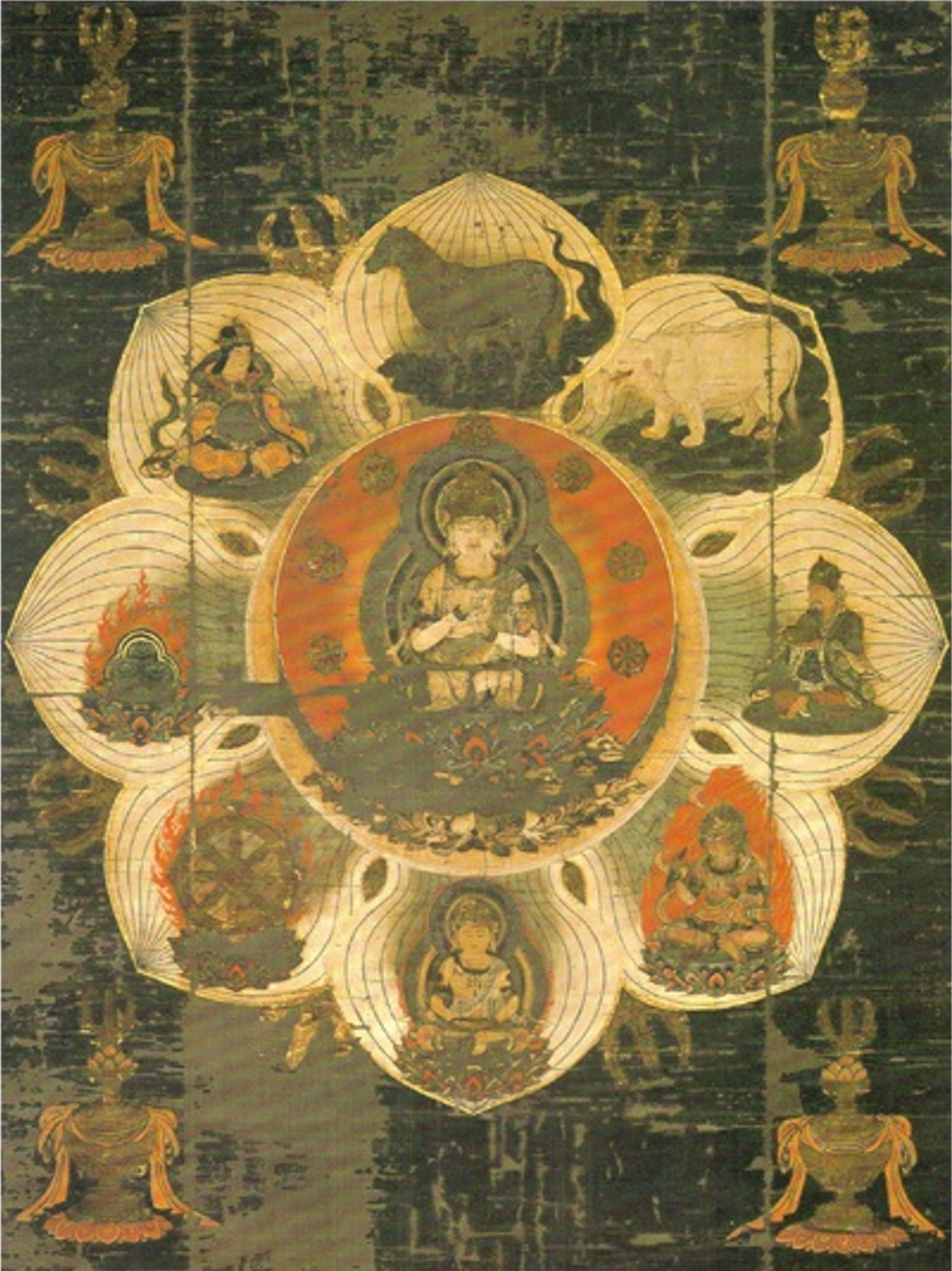
Mandala, 13. Jh.

Der Tsubosaka-dera (japanisch 壺阪寺), formal Minamihokke-ji (南法華寺), mit dem Bergnamen Tsubosaka-san (壺阪山) ist ein Tempel eines Zweigs der Shingon-Richtung des Buddhismus. Der Tempel befindet sich in Takatori im Landkreis Takaichi (Präfektur Nara), Japan, unterhalb des Tsubosaka-Berges. Er ist in der traditionellen Zählung der 6. Tempel des Saigoku-Pilgerwegs.

## Geschichte
Der Überlieferung kam Priester Benki (弁基上人) im Jahr Daihō 3 (703) auf seiner Pilgerfahrt durch die Gegend, fand am Berg Tsubosaka Bergkristalle, die er liebte, und schnitzte aus Dankbarkeit eine Kannon-Figur. Damit begann die Entwicklung der Stätte zu diesem Tempel.

## Die Anlage
Man betritt die Tempelanlage am Fuße der Anhöhe durch das Tempeltor (山門 Sanmon; 1 im Plan) aus dem Jahr 1212, das hier als Niō-Tor (仁王門 Niō-mon), also durch ein Tor mit den beiden Tempelwächtern rechts und links von Durchgang, ausgeführt ist. Dann steigt man eine lange Treppe hoch zur inneren Anlage, die auf einem felsigen Plateau errichtet wurde. Dort steht eine Dreistöckige Pagode (三重塔 Sanjū-no-tō; 4) und die „Anbetungshalle“ (礼堂 Reidō; 2), an der sich die Haupthalle (八角堂 Hakkaku-dō; 3), hier achteckig ausgeführt, anschließt. Die Anbetungshalle und die Pagode sind als Wichtiges Kulturgut Japans registriert.
Etwas unterhalb befindet sich eine im alten Stil errichtete Schatzpagode (多宝塔 Tahōtō; 5) aus dem Jahr 2003 und die „Halle des Blickes der Barmherzigkeit“ (慈眼堂 Jigen-dō; 8).
Weiter gibt es in der weiträumigen Anlage die „Amida-Halle“ (阿弥陀堂 Amida-dō), den „Benten-Pavillon“ (弁天堂 Benten-dō), den „Gongen-Pavillon“ (権現堂 Gongen-dō), den Glockenturm (鐘楼 Shōrō), eine Versammlungshalle (納礼堂 Nōrei-dō) und weitere Gebäude.
In dem indisch gestalteten Schatzhaus (天竺渡来 大石堂 Tenjiku-torai Ōishi-dō; 6) sind u. a. folgende Figuren aus Stein zu sehen:
- eine große Kannon aus Indien (天竺渡来 大観音石像 Tenjiku-torai Dai-Kannon sekizō)
- ein großer, im Sterben liegender Buddha aus Indien (天竺渡来 大涅槃石像 Tenjiku-torai Dai-Nehan sekizō)
- ein großer Shaka Nyorai aus Indien (天竺渡来 大釈迦如来石像 Tenjiku-torai Dai-Sahaka Nyorai sekizō)

In der Nähe steht der Shaka Nyorai als vergrößerte Kopie (7) aus dem Jahr 2007. Er hat eine Höhe von 10 m und sitzt auf einem Sockel von 5 m Höhe.
Auf der durch die Präfekturstraße 119 getrennten Anhöhe steht eine große steinerne Kannon-Figur (A), die 1983 aufgestellt wurde. Sie ist mit einer Höhe von 20 m und einem Gewicht von 1200 Tonnen eine vergrößerte Kopie der Kannon im indischen Schatzhaus. Unten auf einem Platz sieht man in Stein ausgeführt den Sterbenden Buddha (9), 8 m lang, ebenfalls eine vergrößerte Kopie, diese aus dem Jahr 1999. Unterhalb dieses Tempelbereiches befindet sich ein neuangelegter Friedhof (F).

## Tempelschätze
Zu den Tempelschätzen gehören die als Wichtiges Kulturgut Japans ausgezeichneten Objekte, eine Ziegelplatte mit Phönix-Muster (鳳凰文磚 Hōō monsen) aus der frühen Nara-Zeit und eine farbige Mandala auf Seide (絹本著色一字金輪曼荼羅図 Kinmoku chakushoku ichiji kinrin mandara-zu) mit den Maßen 107 × 83,8 cm aus der Kamakura-Zeit.

## Bilder

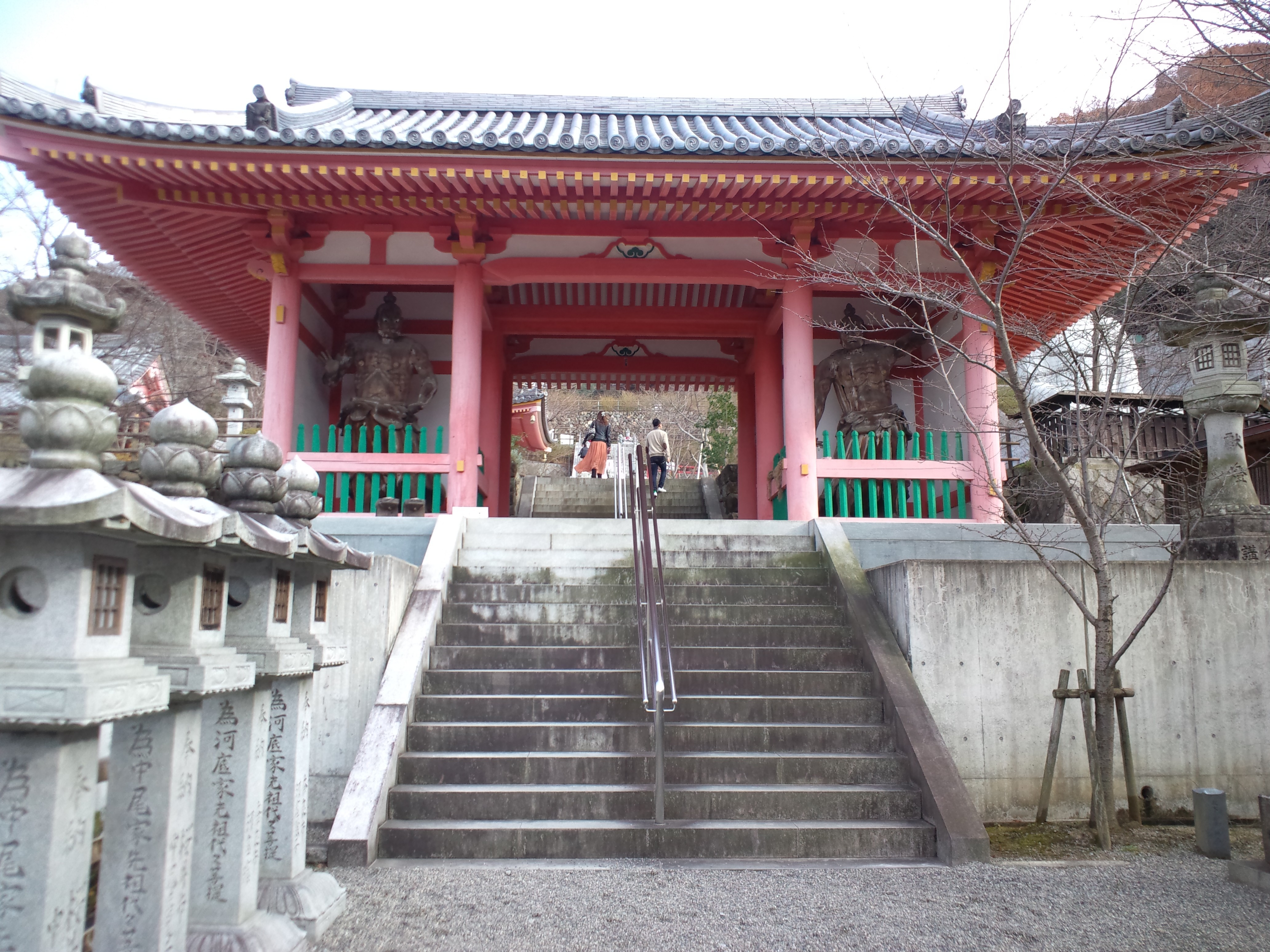
Niō-Tor
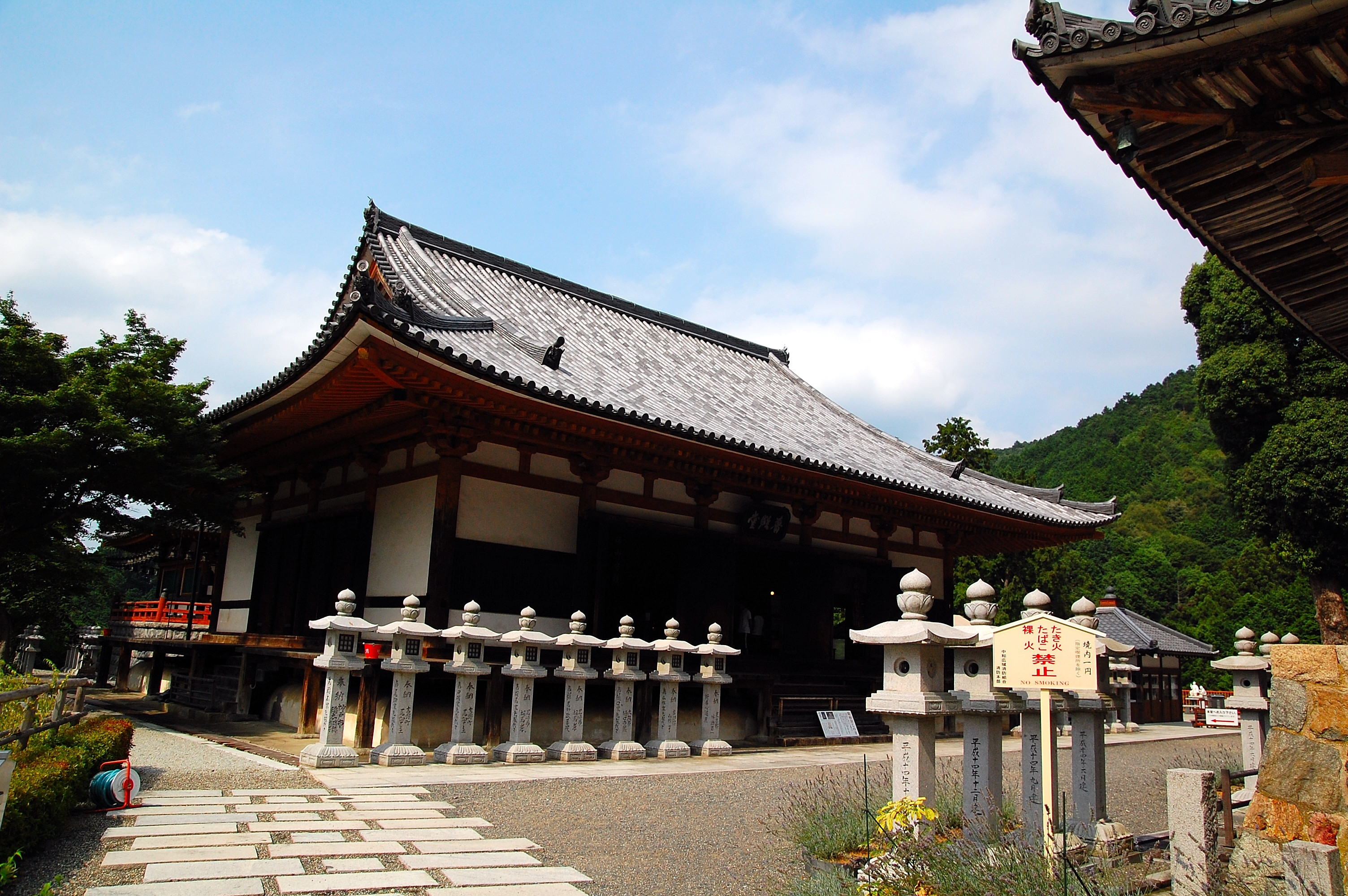
Rei-dō
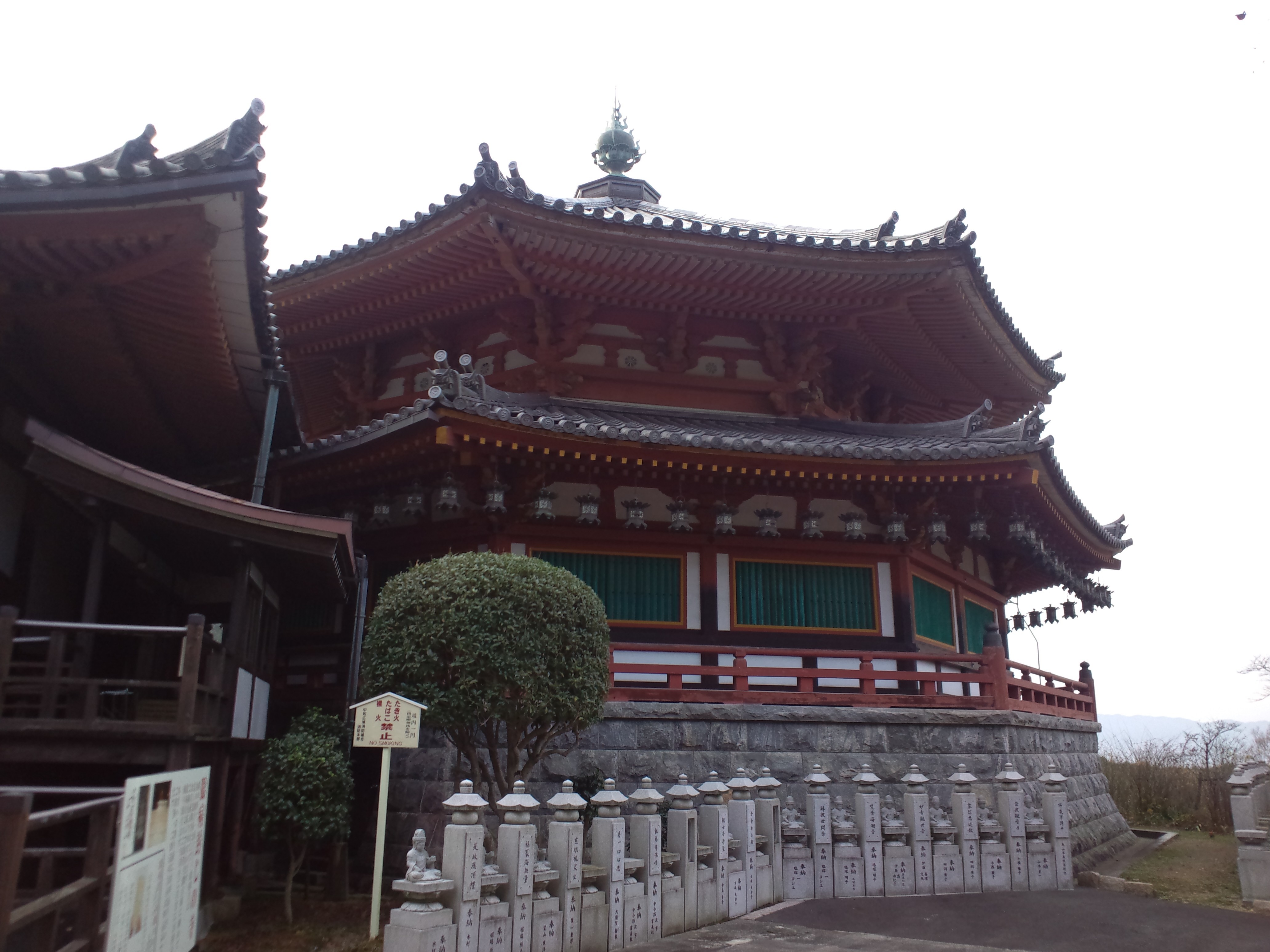
Hakkaku-dō
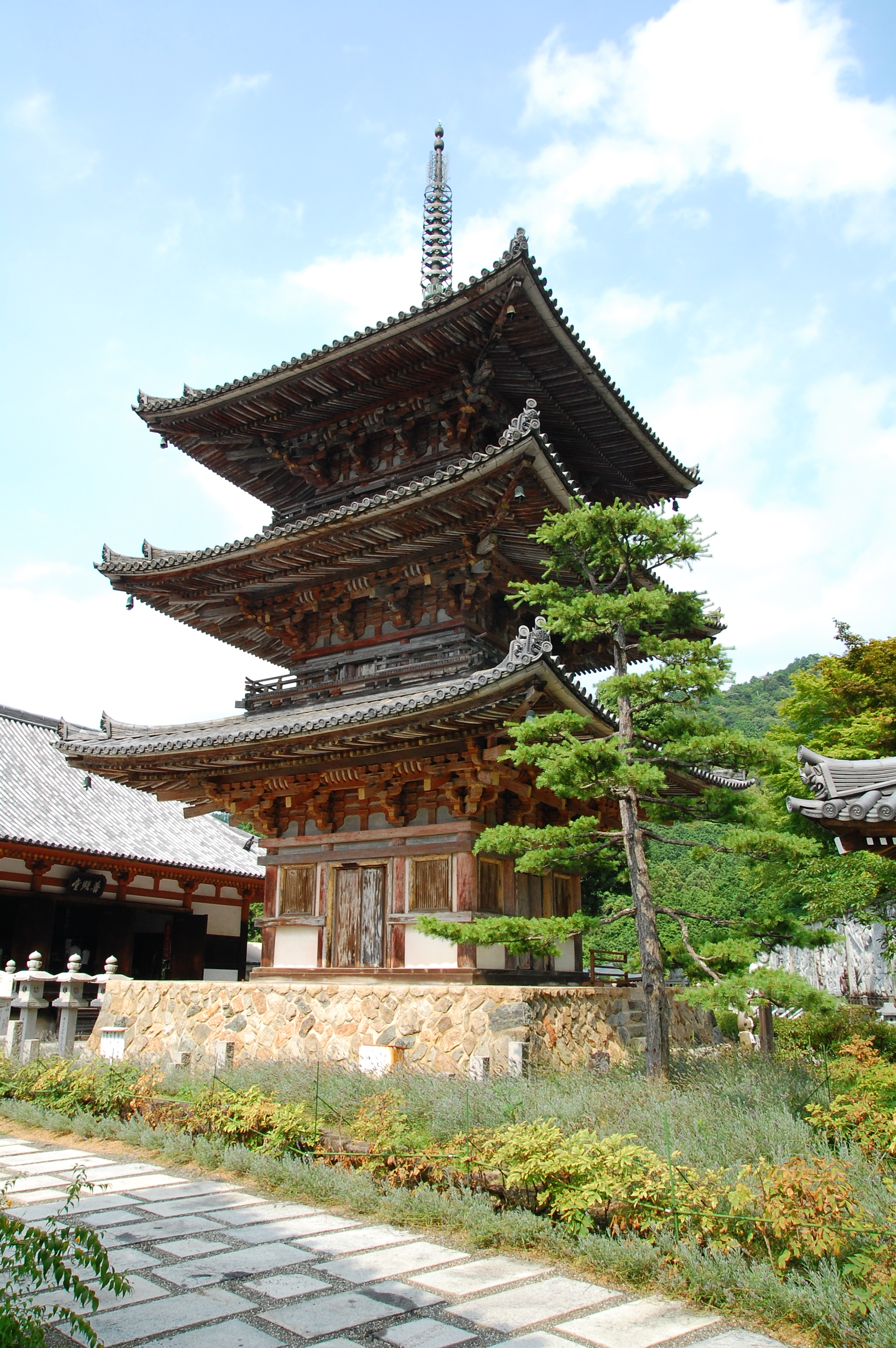
Pagode
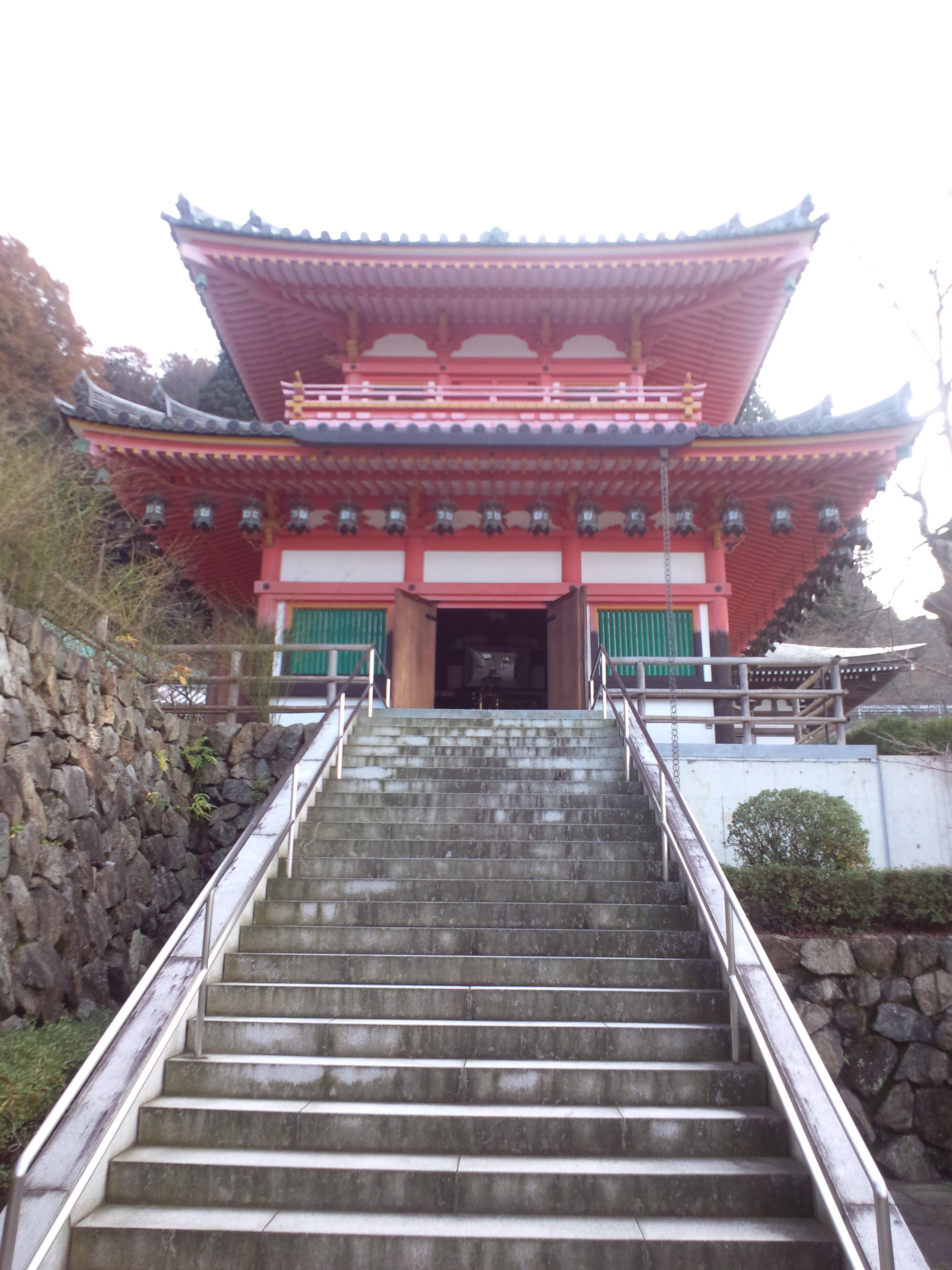
Jigen-dō
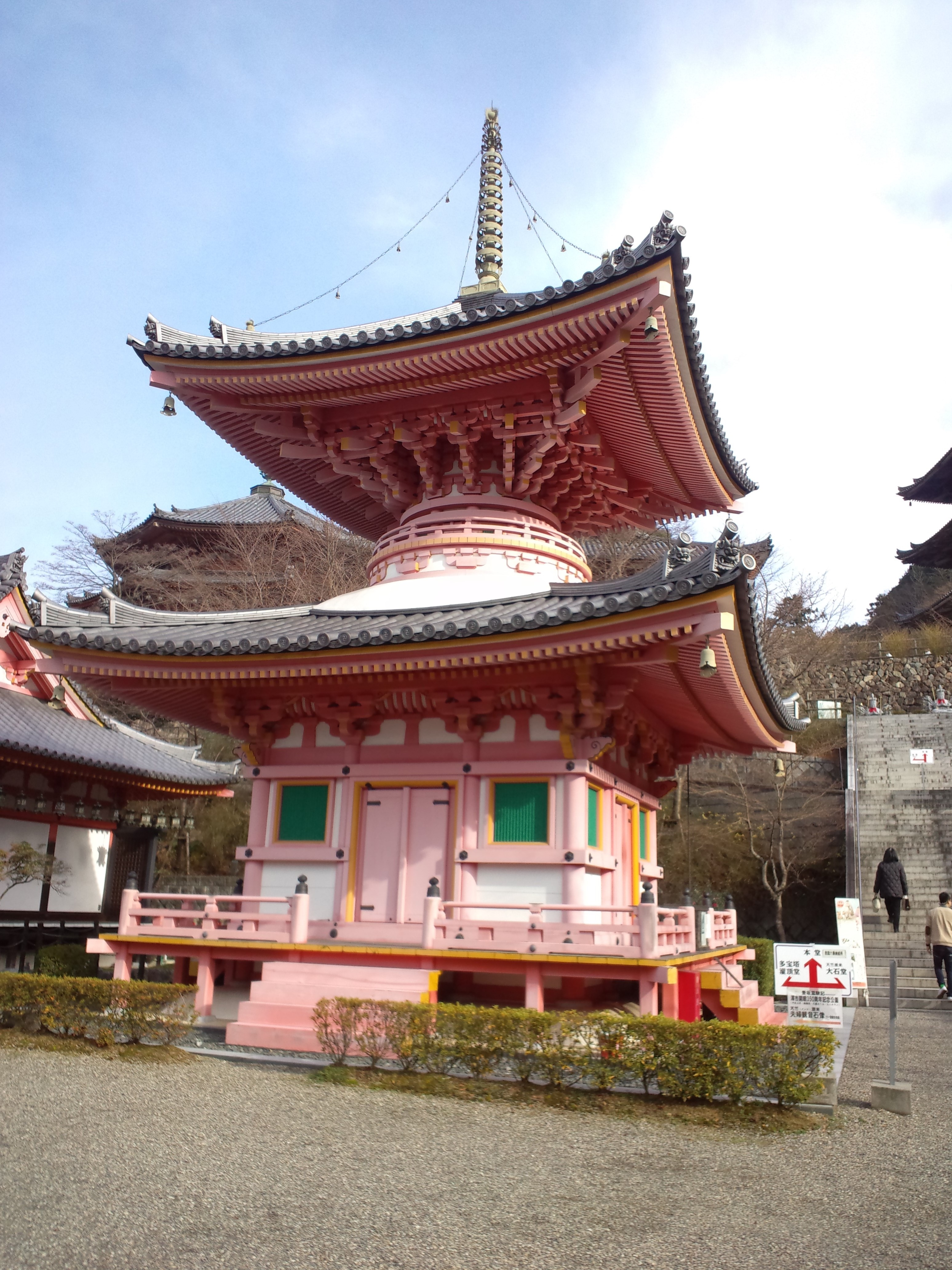
Schatzpagode
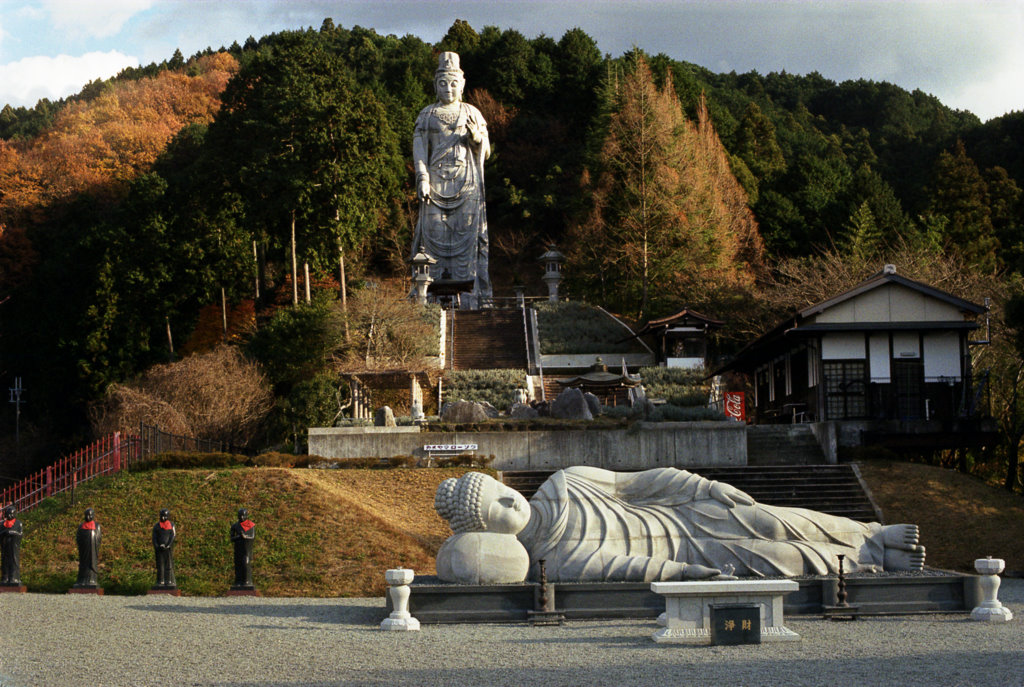
Kannon, Sterbender Buddha